# Плетиво (геральдика)

Плетиво

Плетиво (фр. fret) — геральдична фігура, що являє собою переплетену смугу або сітчастий візерунок. У французькій геральдичній термінології має назву fret, а у множині чи при описі щита, вкритого такими фігурами, вживається термін fretté (укр. «вкритий плетивом» або «плетений»).

## Опис
Фігура «плетиво» зображується як діагональна смуга (перев’яз), що переплітається сама з собою або з іншими смугами, утворюючи ромбоподібний чи хрестоподібний візерунок. Найпоширеніший вигляд — одна суцільна смуга, що створює ілюзію переплетення. У блазонуванні її описують, наприклад, як «d'argent freté de gueules» (срібний щит, вкритий червоними плетивами). Якщо щит повністю вкритий такими фігурами, його називають «плетеним» (фр. fretté).

## Походження та історія

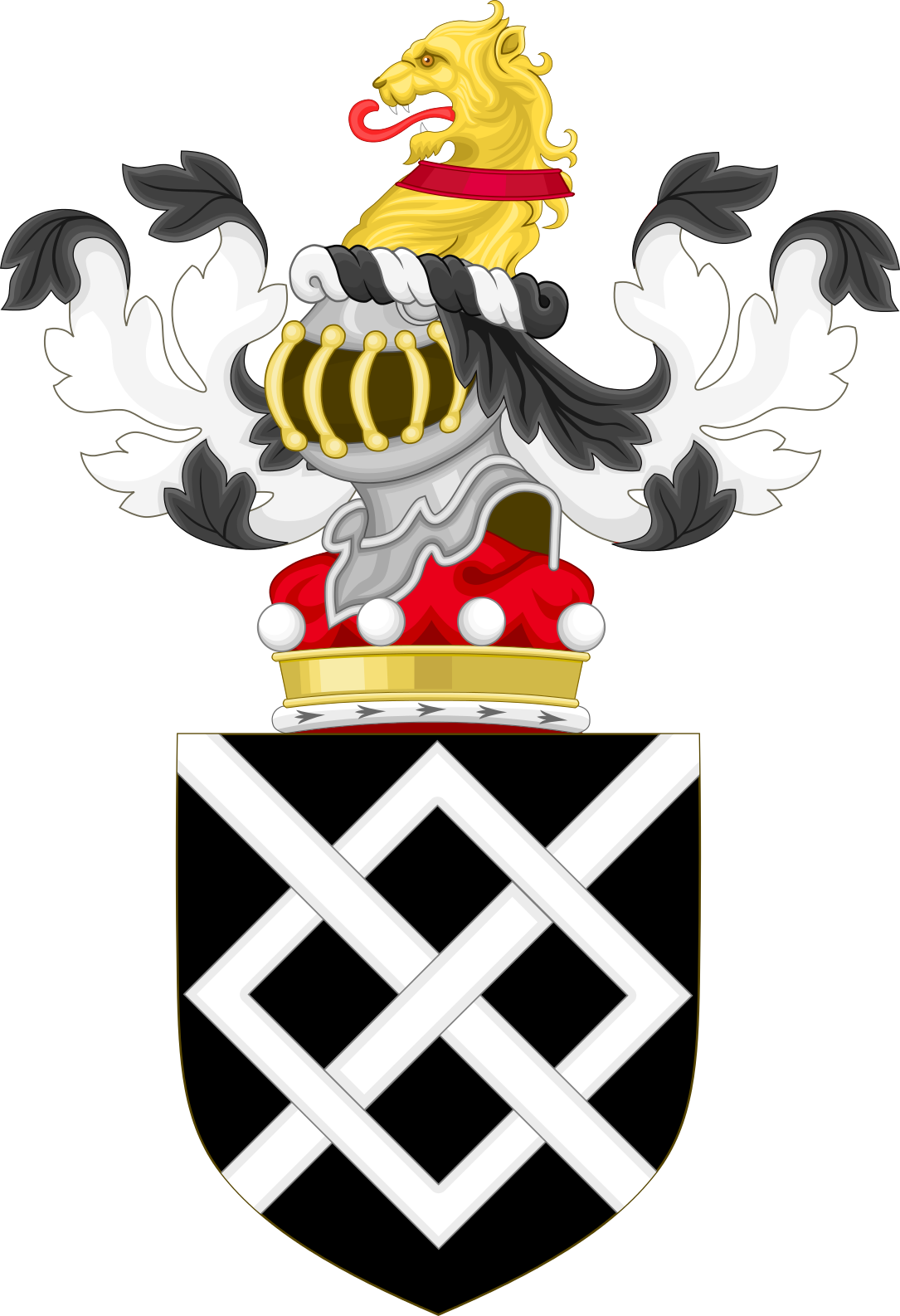
Герб родини Гарінґтонів

«Плетиво» походить із західноєвропейської геральдичної традиції, зокрема англо-французької. Фігура набула поширення в середньовічній Англії та Франції, де її використовували в гербах дворянських родин. Одним із відомих прикладів є герб родини Гарінґтонів з Великої Британії, де «плетиво» символізувало міцність та єдність.

## Символіка
У геральдиці «плетиво» асоціюється з єдністю, зв’язком і міцністю. У деяких випадках візерунок пов’язували з практичними аспектами життя, наприклад, рибальськими сітками чи плетеними конструкціями.

## В українській геральдиці

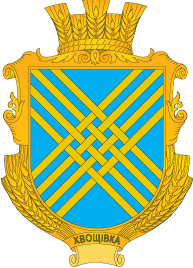
Плетиво на гербі села Хвощівка

Для української геральдичної традиції ця фігура не є характерною. На відміну від західноєвропейської геральдики, де вона набула поширення, в Україні подібні переплетені візерунки рідко використовувалися в гербах. Українська геральдична термінологія менш стандартизована, і подібні елементи, якщо й трапляються, часто описуються через їхню геометричну форму та розташування, а не як усталена фігура.
Вишивка теоретично могла б бути частиною цього терміну в українському контексті, особливо якщо розглядати "плетиво" як ширше поняття, що охоплює не лише геральдичну фігуру, а й культурний символізм. Проте це потребує адаптації: "плетиво" як суто геральдична фігура не має прямого історичного коріння в Україні, але його переосмислення через призму вишивки могло б додати локального колориту.